# Килимарство

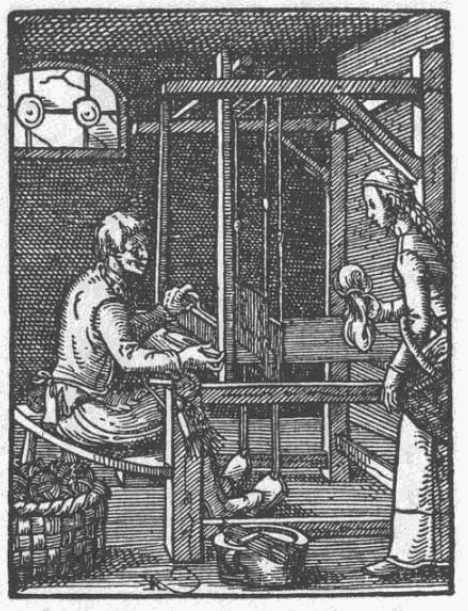
Гравер Йост Амман (1539—1591). «Ткач-килимар»

Килима́рство — виготовлення килимів, стародавній художній промисел, широко поширений в Україні.

## Історія килимарства
Ручне килимарство існує з тих часів, коли люди навчилися виробляти пряжу і тканини з волокнистих матеріалів. Батьківщиною килимарства вважається Персія. Історики вважають, що тодішні східні кочовики ткали щільні теплі полотна, щоб мати можливість швидко облаштувати житло. В умовах кочового життя захищали від вітру й піску, дозволяли розділити приміщення чи прикрасити його. Трансформація практичного полотна у твір мистецтва почалася, очевидно у часі, коли кочовики стали вести осілий спосіб життя.
Згодом, близько 4000 років тому, килимарство виникло у південному Туркменістані. Виготовлення ворсових килимів було розвинено у Середній Азії, Китаї, Ірані, Месопотамії (північна частина Сирії) в II—III столітті до нашої ери. Перші килими були вишиті на лляному полотні з різними тематичними сюжетами. Різновидністю вишитих килимів були килими з аплікаціями.

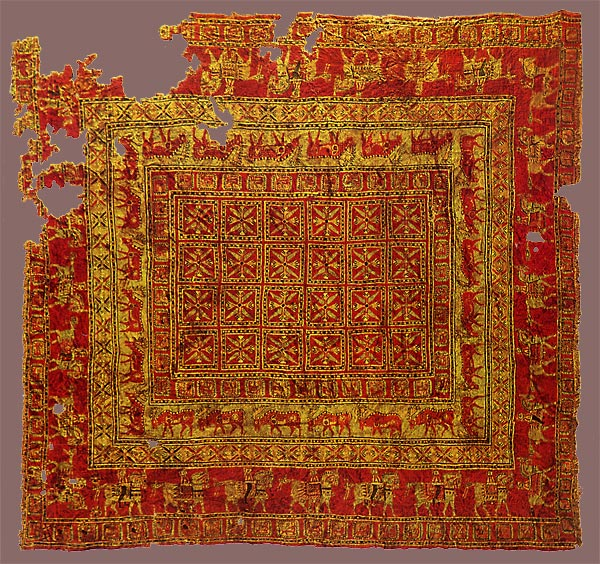
Пазирикський килим, Ермітаж

Перший стародавній килим, який дійшов до нашого часу, був витканий більше 2000 років тому. Його знайшов український та російський археолог Сергій Руденко у 1949 році під час розкопок царського могильного кургану в Пазирикських горах Сибіру (за місцем розкопок одержав назву «пазирикський»). Він являє собою вовняне ворсове полотно, виткане із зображеннями оленів, коней, грифонів. Килим виконаний технікою вузлового плетення, яка застосовується й сьогодні. Своєю винятковою збереженістю килим зобов'язаний тим, що згідно з давньою традицією пишно обставляти цінностями царську усипальницю, він був похований разом зі своїм колишнім власником. За якийсь час могилу по варварському пограбували: винесли майже все, крім килима. Ідучи, грабіжники не закопали могилу. Вода й повітря, що проникали в замкнутий простір, створили умови, за яких килим заморозився. Нині зберігається в Ермітажі.
У XIV столітті в Європі були здійснені перші спроби створення килимів шляхом копіювання технологій і малюнків зі Сходу. Пізніше, у XVII столітті, під впливом стилів, що панували тоді, і місцевих етнографічних традицій з'явилися свої оригінальні дизайни орнаментів, відмінні від традиційних східних. У стародавні часи килими широко використовувались у побуті, а також під час військових походів.
Виникнення машинного виробництва килимів відноситься до XVIII століття. Перші килимові фабрики були засновані в Англії у 1751 році у м. Кіддермінстері і в 1755 році в м. Аксмінстері. У 1806 році французький ткач з Ліона Жозеф Жаккард винайшов машину, на якій можна було ткати різні візерункові тканини і килими — жакардів верстат.

## Килимарство в Україні

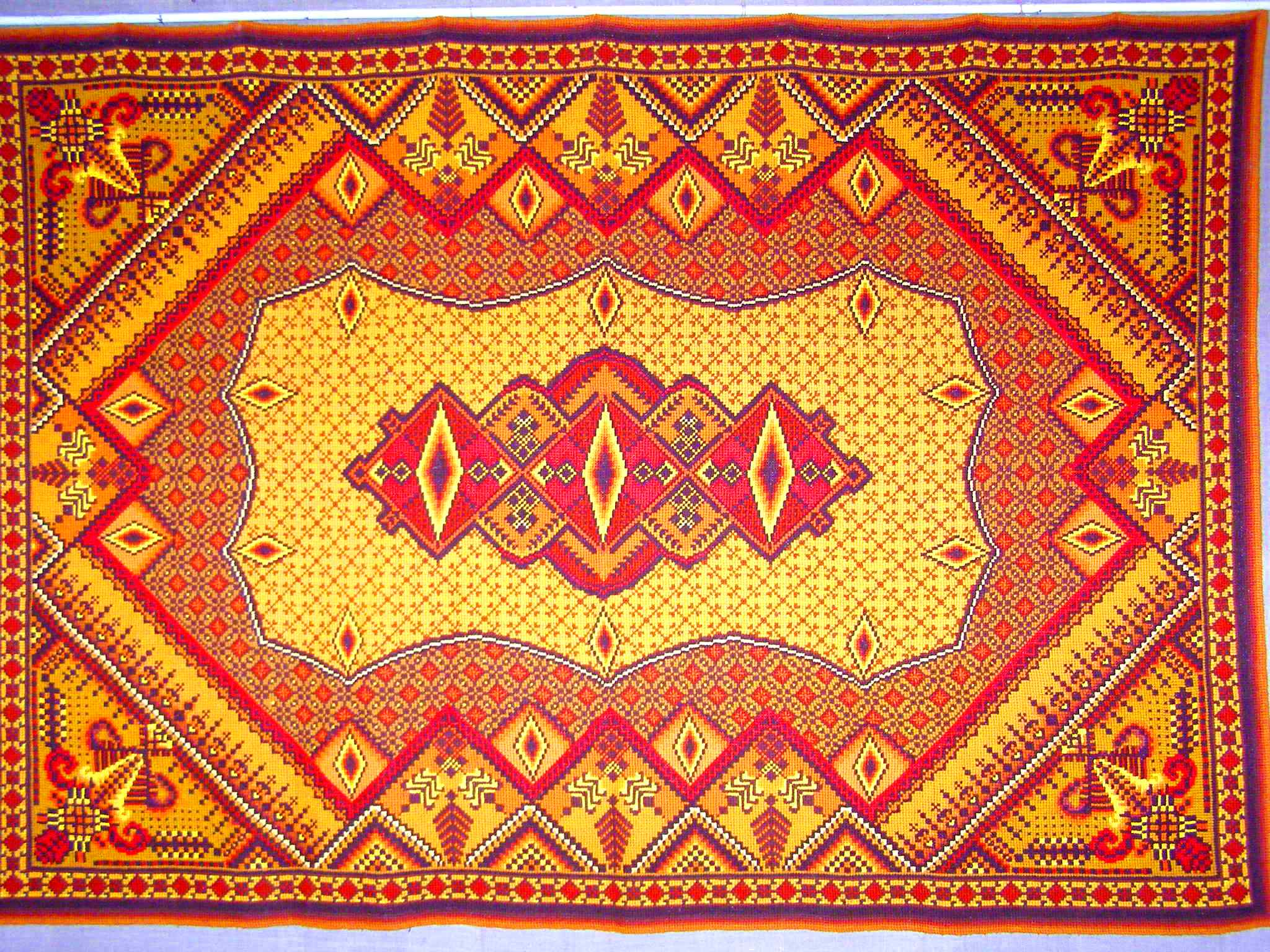
Український килим з Бережанщини

### Генеза
Літописні джерела свідчать про розквіт килимарства в Київській Державі у другій половині XI — на початку XII століттях. У XV—XVII століттях і особливо у XVIII столітті.
Перші письмові відомості про використання килимів у Центральному Поліссі віднаходимо вже в «Повісті минулих літ», де розповідається про вбивство у X столітті в Овручі древлянського князя Олега, тіло якого «винесли і поклали на килимі». У XVII — на початку XIX століття килимарство в тому краї набуло досить широкого розвитку. Килими виготовляли як для власних потреб, так і на продаж, використовуючи для цього ткацькі верстати простої конструкції, які з'явилися тут наприкінці XIX століття. Вони були призначені для виготовлення полотна, тому поліські килими були з двох полотнищ — «полок», які потім зшивали посередині. Для основи брали зсукану вдвоє нитку, на піткання — вовняну фарбовану пряжу.
Килими вже виготовляли в багатьох поміщицьких майстернях, килимарських цехах, мануфактурах і фабриках Поділля, Волині, Галичини. Надзвичайно розвинулось у той час килимарство центральних, східних та південних районів України. У панських килимарнях килими виробляли кріпаки, у дрібних сільських, міських, монастирських майстернях працювали ремісники і ченці. Виготовляли тут вироби найрізноманітнішого призначення, в тому числі й вишукані килими для панських палаців та козацьких старшин. Частина продукції йшла на експорт. Центрами килимарства на Полтавщині були Диканька, Сорочинці, Решетилівка, Золотоноша, Нові Санжари, Дігтярі та інші.
Отже, впродовж тривалого періоду паралельно існувало кілька форм виробництва килимів для різних верств українського населення. Однак основна частина сільських і значною мірою міських мешканців задовольняла власні потреби домотканими виробами.

### Фабрично-артільне виробництво
Наприкінці XIX століття на українських ринках поряд з місцевою килимовою продукцією з'явилися значно дешевші килими фабричного виробництва, які поступово стали витісняти з ужитку домоткані вироби. У зв'язку з широким розповсюдженням народного килимарства та утрудненням збуту ручнотканих виробів з-поміж ткачів виділилися найбільш спритні, які скуповували у виробників килими та вигідно перепродували їх споживачам. Діяльність таких комерсантів-посередників негативно позначилася на стані килимарського промислу, а згодом призвела до його занепаду. Тому наприкінці XIX століття земства та інтелігенція вживали заходів щодо відродження народних художніх промислів.
Особливо результативною була діяльність Полтавського та Чернігівського губернських земств, унаслідок якої у Дігтярях (1898 p.), Кролевці (1895 р.) та інших селах були засновані зразкові килимарські майстерні, артілі тощо. Надавалася допомога ткачам у виробництві та реалізації килимів. Організовувалися експедиції по селах для вивчення і збирання рідкісних зразків тканих виробів. У майстернях учні отримували професійну освіту і згодом ставали інструкторами, які опікувалися ткацькими промислами.
На зламі XIX—XX століть у багатьох осередках килимарських помислів Поділля та Галичини були засновані приватні майстерні та невеликі фабрики. Килими, створені за подільськими та прикарпатськими традиційними візерунками, відзначалися високим художнім рівнем, мали великий попит і масово експортувалися за кордон.
У місті Глиняни на Львівщині 1885 року на базі домашнього ткацького промислу було започатковане «Ткацьке товариство», а 1894 року — ткацька школа для підготовки майстрів. Таке ж товариство було утворене 1882 року і в Косові (на Івано-Франківщині); при ньому існувала професійна школа і майстерня (на той час тут було 5 учителів і 25 учнів). У Коломиї 1888 року засновано Гуцульське об'єднання кустарних промислів, а 1895 року — школу народного промислу. У 1905 році внаслідок об'єднання місцевих ремісників килимарські майстерні з'явилися в селах Арданове і Ганичі (на Закарпатті). У 1920-х роках у містечку Атаки на Буковині теж була заснована килимарська школа.
На основі цих шкіл, товариств, численних приватних майстерень у 20—30-х роках XX століття в усіх найважливіших промислових осередках України засновувались фабрики та художньо-промислові об'єднання. До нашого часу їх діяльність не припиняється в таких центрах, як Решетилівка, Дігтярі, Глиняни, Косів, Коломия, Богуслав (Київської області) та ін. Паралельно з фабриками художніх виробів килими продовжують ткати в домашніх умовах у деяких традиційних осередках Полісся, Подніпров'я і, головним чином, західних областей України (на Гуцульщині, Поділлі, Буковині тощо).

#### Домашнє та промислове виробництво
Килими продовжують виготовляти у домашніх умовах в багатьох традиційних осередках килимарства. Значна частина їх виробляється у західних областях України (на Гуцульщині, Поділлі, Буковині тощо). Їх тчуть для власних потреб, на замовлення і на збут. Ця форма виробництва килимів заснована на глибокому і всебічному засвоєнні традицій кожного локального осередку. Вона пов'язана з природним оточенням, базується на спадковості родинного досвіду, залежить від місцевих стереотипів. Художній стереотип — це найхарактерніші для того чи іншого осередку мотиви, схеми їх розташування, колорит, структура, фактура та інше. У домашньому килимарстві лише в окремих випадках найбільш обдаровані творчі особистості вносять певні інновації в усталений принцип художнього вирішення килимів.
Паралельно з домашнім виготовленням килимів діють підприємства народних художніх промислів у Решетилівці, Дігтярях, Глинянах, Коломиї, Косові, Богуславі та інших традиційних осередках килимарства. Тут донедавна вироблялася основна частина килимової продукції. Незважаючи на значний творчий потенціал народних майстрів та художників, які при створенні композицій в основному спираються на найкращі зразки народних виробів, килими фабрик поступаються перед домотканими в художньому відношенні. Постійне намагання підприємств підвищити продуктивність праці за рахунок механізації, стандартизації та звуження асортименту приводить до негативних наслідків — спрощення композицій, збіднення колориту.

### Сировина, регіони і види килимів
Сировиною для виготовлення килимів здавна була вовна, льон та коноплі. Для основи застосовували однотонну міцно скручену лляну чи конопляну, а згодом бавовняну пряжу. Для піткання добирали різнокольорову вовну. Нині через брак сировини іноді застосовують напіввовняні, синтетичні та інші нитки. Фарбували пряжу натуральними — рослинними (з відварів трав, кори) та мінеральними барвниками і закріплювали їх сироваткою, огірковим або капустяним розсолом. Тепер пряжу фарбують хімічними барвниками і закріплюють кислотою, отримуючи яскраві кольори, які, на жаль, дуже швидко линяють.
На всій території України побутували великі килими і вузькі довгі килимові доріжки — налавники, залавники, скорці, верети та щільні ворсові коци. Килимові вироби виконували як утилітарні, так й естетичні функції. Сьогодні відповідно до сучасних потреб умеблювання житла й побутових запитів з'являються такі нові види килимових виробів, як накидки на крісла, стільці, журнальні столики, телевізори. Виготовляються також килимові комплекти для салонів легкових автомобілів тощо.

### Техніки
Тчуть килими лічильною («рахунковою»), гребінковою («кругляння») та ворсовою техніками. Лічильну техніку застосовують переважно на горизонтальних верстатах. Вона характерна тим, що кольорові нитки закладають у зів для переплетення з основою по всій ширині килима і прибивають їх бердом. Існує кілька різновидів цієї техніки: «закладне», «у вічко», «на косу нитку». При «закладній» нитки утоку двох суміжних площин різного кольору по черзі закріплюють на одній спільній нитці основи. Під час ткання «у вічко» нитки суміжних площин, огинаючи дві сусідні нитки основи, з'єднуються лише через кілька прокидок утоку, і на межі стику утворюється щілина — «вічко». Цими способами тчуть килими з геометричними або рослинними візерунками, які мають прямолінійний східчастий силует. При тканні «на косу нитку» нитку однієї кольорової площини закріплюють над суміжною на відстані кількох ниток основи, внаслідок чого отримують геометричний візерунок зі скісними зубчастими контурами.
Гребінкова техніка («кругляння») полягає в тому, що різнокольорові нитки прокладають у зів не по всій ширині, а в окремих ділянках виробу і прибивають їх відповідно до плавних заокруглених контурів візерунків дерев'яною щіткою, гребінцем тощо. Ця техніка створює широкі можливості ткання килимів з тонально-живописним трактуванням складних за формою візерунків та тла. Нею виготовляли килими переважно на вертикальних верстатах («кроснах»).
Ворсова техніка характерна тим, що на вертикально натягнутій основі горизонтальними рядами в'яжуть вузли зі шматочків різнобарвної пряжі. При цьому ворсовою ниткою охоплюють зверху дві нитки основи, обгинають кінцями знизу одній нитці основи і витягують їх зсередини на лицеву поверхню. Для закріплення вузлів після кожного ряду вив'язаного ворсу по всій ширині прокладають кілька ниток піткання, прибивають їх щільно гребінцем і продовжують цей процес відповідно до візерунка і величини виробу. Цією технікою в центральних і східних областях України, зокрема на Слобожанщині, ткали на вертикальних верстатах ворсові килими («копі», «коци»).
Отже, техніка ткання визначає характер візерунка.

#### Орнаментика

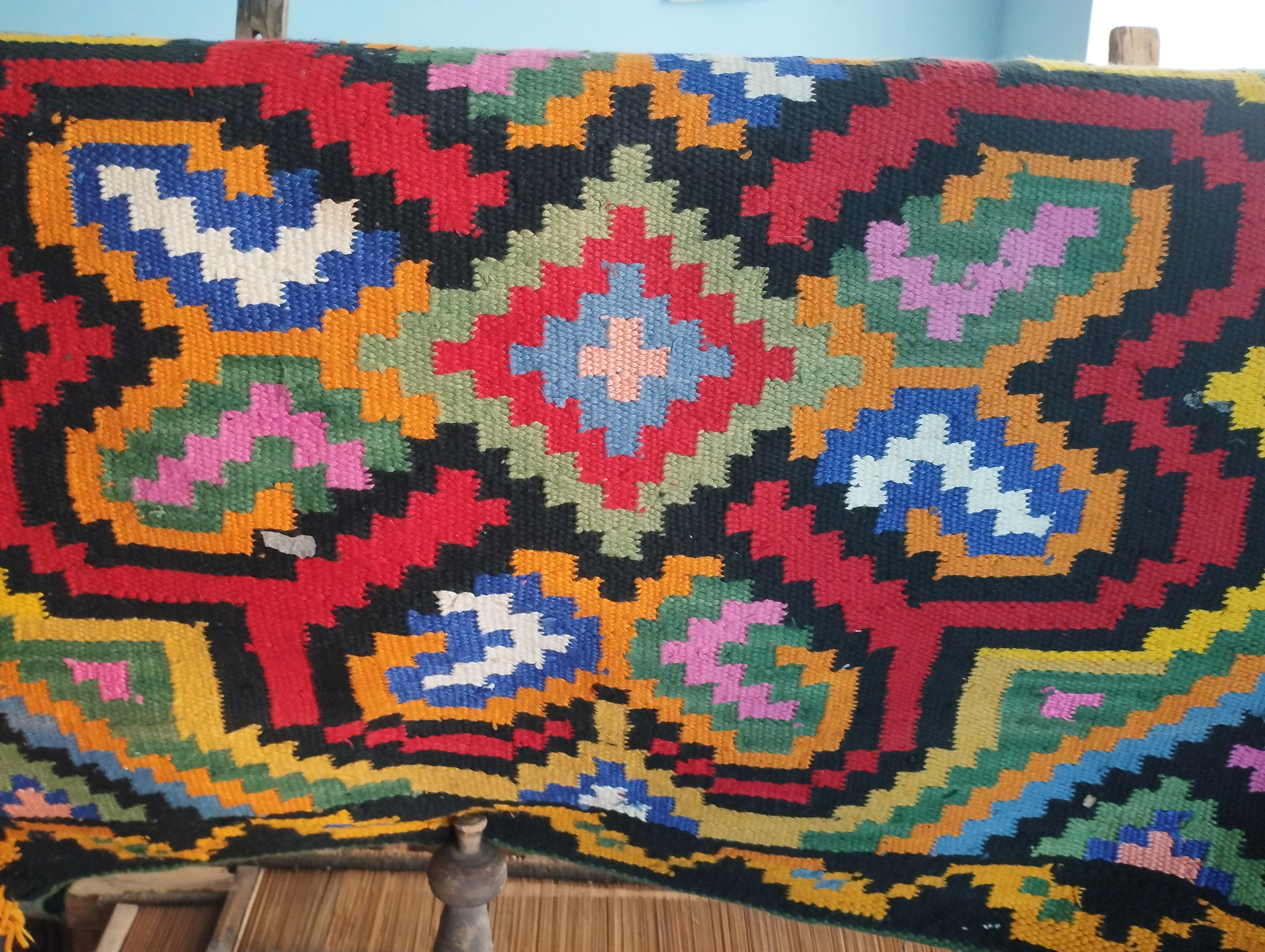
Килим Кропивниччини, експозиція Етнолабараторії "Баба Єлька", Кропивницький, 2025 р.

У лівобережних, центральних і подекуди в західних областях України здавна виготовляли килими переважно з рослинним орнаментом. Нині їх продовжують ткати на Полтавщині, Чернігівщині та Київщині. Найбільше таких килимів виробляють у Решетилівці, Дігтярях, Нових Санжарах, Богуславі та інших осередках килимарства. Незважаючи на подібність композицій, вироби кожного центру відзначаються своїми характерними особливостями.

Пілюгіна Ольга, килим «Родинне гніздо» 2013 року. Пілюгіна Ольга Євгеніївна

Так, у решетилівських килимах спостерігається значна різноманітність композицій з ритмічним укладом стилізованих і водночас мальовничо трактованих квітів, листя, галузок, які легко і вільно стеляться на світлому тлі. Центральна площина килима облямована з усіх боків темною смугою, на якій суцільно укладені галузки чи гірлянди квітів. Колорит соковитий, утворений м'якими тональними переливами пастельних охристих, сірувато-голубуватих тонів, які поєднуються з незначною кількістю зелених, вишневих, червоних та жовтих кольорів.
Композиції дігтярівських килимів порівняно з решетилівськими статичніші, форми рослинних мотивів менше деталізовані, а кольорова гама контрастніша. В них ритмічно Укладені по вертикалі чи горизонталі поодинокі букети у вигляді галузок з квітами, бутонами, гронами винограду, фігурками пташок тощо. Обрамлення ширше і значно простіше орнаментоване, ніж на решетилівських килимах. Центральне тло цих килимів темне (чорне, темно-синє, бордове, коричневе), а облямівка світла (охристо-жовта, кремова чи біла).

#### Гуцульщина

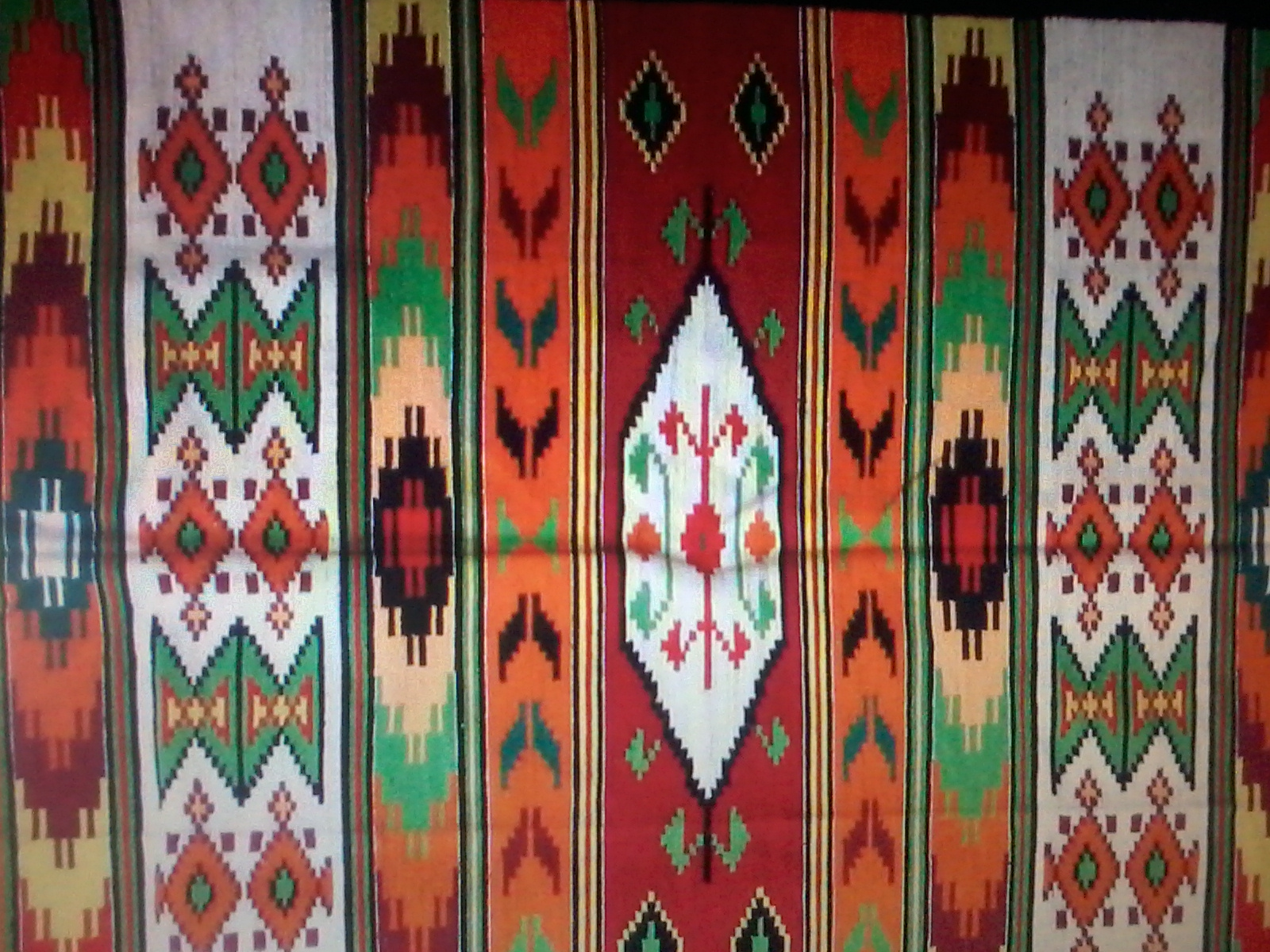
Гуцульський килим

Килими з геометричним орнаментом найбільше поширені в західних областях України. їх продовжують виготовляти на Гуцульщині. Характерною особливістю сучасних гуцульських килимів є членування основного поля на три, п'ять або сім частин і поперечно-смугастий уклад основних геометричних фігур. Це здебільшого ромби з виступаючими назовні видовженими прямокутниками або загнутими гачкоподібними елементами. Вони поєднуються з меншими поодиноко розташованими мотивами — ромбиками, скосиками, клинцями, які графічно чітко вирізняються на однотонному тлі виробу. Колорит побудований на гармонії насичених дзвінких жовтогарячих тонів, що контрастують з невеликою кількістю білої, чорної та зеленої барв.
Традиції гуцульського килимарства наслідуються й на Коломийщині. Для коломийських килимів характерний тридільний уклад основних орнаментальних мотивів на суцільному тлі. Типові для Гуцульщини геометричні мотиви лаконічніші за формою, колорит м'якший, злагодженіший. Він базується на поєднанні теплих коричневих, охристо-золотистих, зелених, теракотових, сірих та білих тонів.
Композиції глинянських килимів побудовані на основі творчого засвоєння традицій народного килимарства західного Поділля та Прикарпаття. Вони споріднені з гуцульськими, але відрізняються від них посиленою графічністю трактування форм мотивів, переважно холодним зеленкувато-пісочним колоритом. Крім загальноприйнятого поперечно-смугастого укладу основних мотивів ромбів, тут побутує розташування їх у шаховому порядку або вирізняється центральне орнаментальне поле та облямівка.

#### Закарпаття
На Закарпатті відомим осередком килимарства була Тячівщина. Тут здавна ткали килими з геометричним і стилізовано-рослинним орнаментом. Порівняно з гуцульськими, тячівські килими більш ускладнені за композицією. Крім основних ромбоподібних фігур з виступаючими назовні гачкоподібними елементами, поширені також різної величини замкнуті шести-і восьмикутні фігури з детальною розробкою внутрішнього поля. Їх розташовують на суцільному тлі і обрамляють каймою, укладають у поперечні смуги або в шаховому порядку. Найбільш вживаними є контрастні зіставлення бордових і темно-синіх, червоних і зелених, фіолетових і жовтих з незначним вкрапленням сірих, білих та рожевих барв.

#### Поділля й Буковина
Традиції подільсько-буковинського килимарства знайшли своє втілення на Хотинщині (Хотин, Атаки). Для хотинських килимів характерний переважно поперечно-смугастий уклад геометричних і геометризовано-рослинних мотивів на спільному тлі. Домінуючими мотивами є укрупнені ромбоподібні та розеткові фігури з деталізованою розробкою зовнішніх і внутрішніх контурів. У них гострі зубчасті виступи поєднані з плавними гачкоподібними завитками. Колорит створює поєднання чорної, червоної або вишневої, білої та сірої барв.

#### Полтавщина

Килим «Гетьманський» (Пілюгіна Ольга, 2013 р.; 280×185 см; вовняна пряжа, ручне ткання. смт. Решетилівка Полтавської обл. Створений на Грант Президента України

Щедра земля Полтавського краю давала багатий матеріал (вовну, льон, коноплі, природні барвники) і спонукала до творчості. Народні майстри мовою орнаменту передавали красу навколишнього середовища, виготовляючи килимові вироби.
Для Полтавщини були характерні двобічні гладкі вовняні килимові вироби полотняного переплетення з квітковим орнаментом. Значним осередком килимарства на Полтавщині, якому понад 300 років, є Решетилівка. Традиційні прийоми виготовлення килима передавалися із покоління в покоління. Це традиції квіткового орнаменту, фарбування вовни природними барвниками, будова верстату, снування основи, способи переплетення основи та піткання і утворення килимової тканини.
Решетилівським килимам притаманна м'яка кольорова гама з використанням натуральних кольорів овечої вовни. Основою служила конопляна, бавовняна або лляна кручена пряжа. Характерні елементи оздоблення килима — Дерево життя з великими квітковими формами у вигляді бутонів, калини, яблуневого цвіту, винограду, соняха тощо. Зустрічаються зображення птахів та звірів, які часто меншого розміру, ніж рослинні форми. Часто килимове поле обрамлює декоративна кайма з характерним мотивом «в'юнок». В килимах з геометричним орнаментом використовується мотив ламаного дерева.